# Syndromodes invenusta
Syndromodes invenusta là một loài bướm đêm trong họ Geometridae.

## Hình ảnh

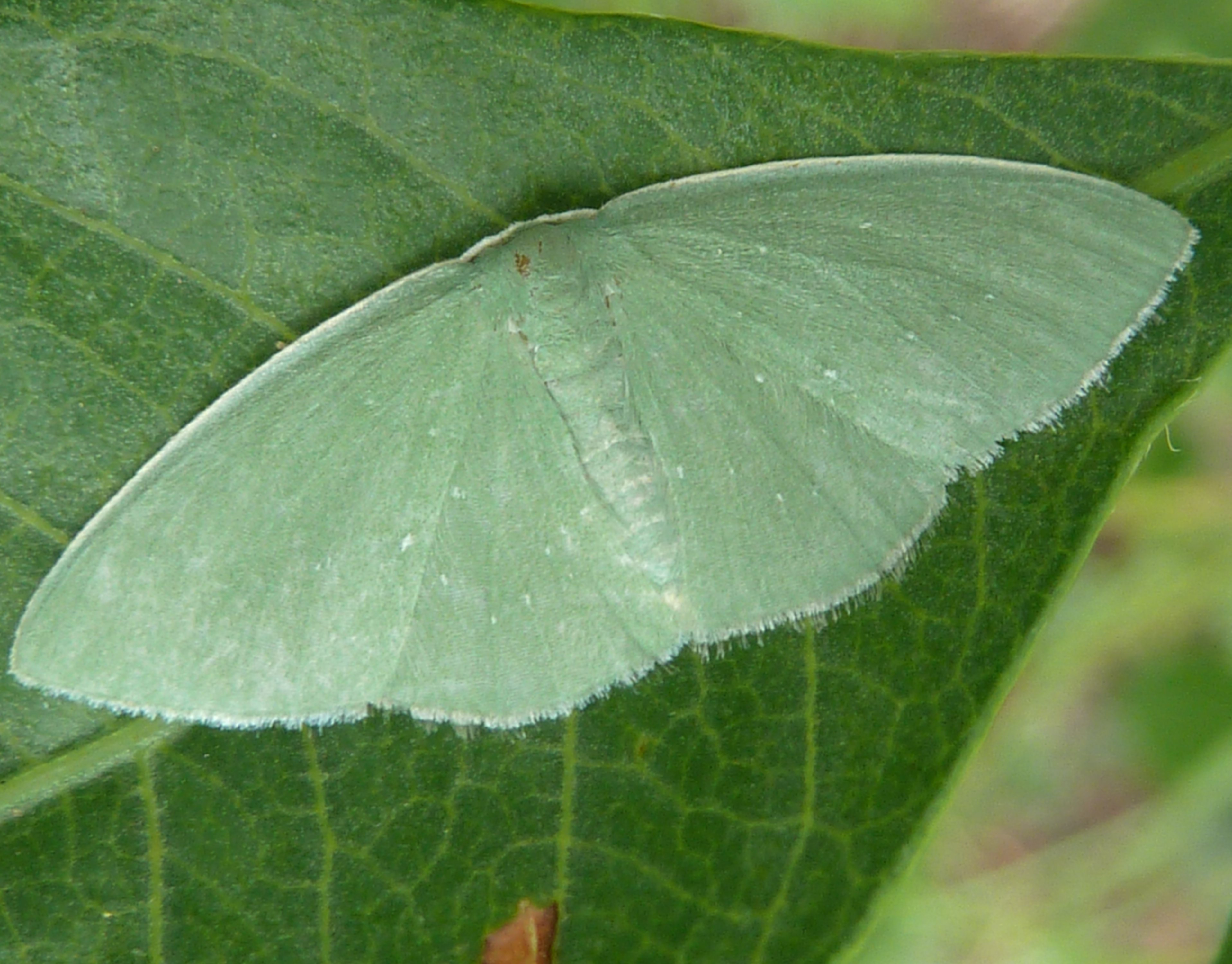